# 日本の淡水魚一覧
この項では、日本の淡水魚について記す。一時的淡水魚も含めるが、河川河口域まではいるものにする。干潟やマングローブ林などの汽水域も含む。外来種、変種、雑種も含む。種の下の位（亜種、変種）がある場合は、その種は含まない。和名は一般的なものにする。目・亜目・科のソート順はEschmeyer's Catalog of Fishesに準した。

## 凡例

### 記号
- 【外】・・・外来種
- 【絶】・・・絶滅種
- 【亜】・・・亜種
- 【変】・・・変種
- 【沖】・・・沖縄（琉球諸島）固有種
- 【北】・・・北海道固有種
- 【小】・・・小笠原固有種
- 【琵】・・・琵琶湖固有種
- 【固】・・・その他固有種

### 階級
- 括弧なし→絶対にある階級
- 括弧あり→一部にある階級

- 1…目
- （2…亜目、上科）
- 3…科
- （4…亜科）
- 5…属
- 6…種、雑種
- （7…亜種、変種）
- （8…変種）

## 分類

### ヤツメウナギ目[2]

#### ヤツメウナギ科
- カワヤツメ属
  - ウチワスナヤツメ
  - カワヤツメ
  - キタスナヤツメ
  - シベリアヤツメ【北】
  - ミナミスナヤツメ
- ミツバヤツメ属
  - ミツバヤツメ

### チョウザメ目[3]

#### チョウザメ科
- チョウザメ属
  - ミカドチョウザメ【国内では絶】
- ダウリアチョウザメ属
  - ダウリアチョウザメ【国内では絶】

### ガー目[4]

#### ガー科
- レピソステウス属（学名：Lepisosteus）
  - スポッテッドガー【外】
- アトラクトステウス属（学名：Atractosteus）
  - アリゲーターガー【外】

### カライワシ目

#### イセゴイ科
- イセゴイ属
  - イセゴイ

### ウナギ目
- ウンブキアナゴ

#### ウナギ亜目

##### ウナギ科
- ニホンウナギ
- オオウナギ
- ニューギニアウナギ
- ウグマウナギ

#### ウツボ亜目

##### ウツボ科
- コクハンカワウツボ
- ナミダカワウツボ

#### アナゴ亜目

##### ウミヘビ科
- カワウミヘビ

### ニシン目

#### ニシン亜目

##### エツ亜科
- エツ属
  - エツ
    - エツ【亜】

### コイ目

#### ドジョウ亜目

##### アユモドキ科
- アユモドキ属
  - アユモドキ【固】

##### ドジョウ科
- ドジョウ属
  - ドジョウ
    - ドジョウ在来系統
    - ドジョウ外来系統

  - キタドジョウ
    - ジンダイドジョウ【絶滅か？】【固】

  - ヒョウモンドジョウ
  - シノビドジョウ【固】
  - カラドジョウ【外】
- シマドジョウ属
  - オオシマドジョウ【固】
  - ニシシマドジョウ【固】
  - ヒガシシマドジョウ【固】
  - トサシマドジョウ【固】
  - ヤマトシマドジョウ【固】
  - オオヨドシマドジョウ【固】
  - オオガタスジシマドジョウ【琵】
  - コガタスジシマドジョウ【固】
    - サンヨウコガタスジシマドジョウ【亜】
    - トウカイコガタスジシマドジョウ【亜】
    - ビワコガタスジシマドジョウ【琵】【亜】
    - ヨドコガタスジシマドジョウ【絶滅か？】【亜】
    - サンインコガタスジシマドジョウ【亜】

  - ナミスジシマドジョウ【固】
    - チュウガタスジシマドジョウ【亜】
    - オンガスジシマドジョウ【亜】
    - ハカタスジシマドジョウ【亜】

  - アリアケスジシマドジョウ【固】
  - タンゴスジシマドジョウ【固】
  - イシドジョウ【固】
  - ヒナイシドジョウ【固】
  - アジメドジョウ【固】

##### フクドジョウ科
- ホトケドジョウ属
  - ホトケドジョウ【固】
  - エゾホトケドジョウ【固】
  - ヒメドジョウ【外】
  - ナガレホトケドジョウ【固】
  - トウカイナガレホトケドジョウ【固】
  - レイホクホトケドジョウ【固】
- フクドジョウ属
  - フクドジョウ【北】

#### コイ亜目

##### クセノキプリス科
- ハクレン属
  - ハクレン【外】
  - コクレン【外】
- ソウギョ属
  - ソウギョ【外】
- アオウオ属
  - アオウオ【外】
- ワタカ属
  - ワタカ 【琵】
- ヘミクルター属
  - カワイワシ【外】
- メガロブラマ属
  - ダントウボウ【外】
- カワムツ属
  - ヌマムツ 【固】
  - カワムツ
- ハス属
  - オイカワ
  - ハス 【亜】
- カワバタモロコ属
  - カワバタモロコ 【固】
- ヒナモロコ属
  - ヒナモロコ
  - キクチヒナモロコ【外】

##### タナゴ科
- タナゴ属
  - イチモンジタナゴ【固】
  - ゼニタナゴ【固】
  - タナゴ【固】
  - オオタナゴ【外】
  - イタセンパラ【固】
  - カネヒラ
  - タビラ
    - シロヒレタビラ【亜】【固】
    - セボシタビラ【亜】【固】
    - アカヒレタビラ【亜】【固】
    - ミナミアカヒレタビラ【亜】【固】
    - キタノアカヒレタビラ【亜】【固】
- バラタナゴ属
  - バラタナゴ
    - タイリクバラタナゴ【亜】【外】
    - ニッポンバラタナゴ【亜】【固】

  - スイゲンゼニタナゴ
  - カゼトゲタナゴ【固】
  - クモトゲタナゴ
- アブラボテ属
  - ヤリタナゴ
  - ミヤコタナゴ【固】
  - アブラボテ【固】

##### コイ科
- コイ属
  - コイ
- フナ属
  - ゲンゴロウブナ【琵】
    - ヘラブナ【変】

  - マブナ
    - ニゴロブナ【亜】【琵】
    - キンブナ【亜】
    - オオキンブナ【亜】
    - ギンブナ【亜】
    - ナガブナ【亜】

  - ギベリオブナ【亜】
  - ヒブナ【変】
  - キンギョ【変】

##### カマツカ科
- タモロコ属
  - タモロコ
    - タモロコ【亜】
    - スワモロコ【亜】【絶】

  - ホンモロコ【琵】
- カマツカ属
  - カマツカ
  - ナガレカマツカ【固】
  - スナゴカマツカ【固】
- ゼゼラ属
  - ゼゼラ【固】
  - ヨドゼゼラ【固】
- ツチフキ属
  - ツチフキ
- ニゴイ属
  - ニゴイ【固】
  - コウライニゴイ
  - ズナガニゴイ
- スゴモロコ属
  - イトモロコ【固】
  - デメモロコ【固】
  - コウライモロコ
  - スゴモロコ【琵】
- ムギツク属
  - ムギツク
- モツゴ属
  - モツゴ
  - ウシモツゴ【固】
  - シナイモツゴ【固】
- ヒガイ属
  - ヒガイ
    - カワヒガイ【亜】
    - ビワヒガイ【亜】【琵】

  - アブラヒガイ【亜】【琵】

##### ウグイ科
ウグイ属
- ウグイ
- マルタ
  - マルタ【亜】
  - ジュウサンウグイ【亜】
- ウケクチウグイ【固】
- エゾウグイ

アブラハヤ属
- ヤチウグイ【北】
- アブラハヤ
  - アブラハヤ【亜】
  - ヤマナカハヤ【亜】
- タカハヤ

ピメファレス属
- ファットヘッドミノー【外】

##### テンチ科
テンチ属
- テンチ【外】

##### ダニオ科（ラスボラ科）
ダニオ属
- ゼブラダニオ（ゼブラフィッシュ）【外】
- パールダニオ【外】

### ナマズ目

#### Loricarioidei

##### カリクティス科
- コリドラス・アエネウス【外】

##### ロリカリア科
- マダラロリカリア【外】

#### ナマズ亜目

##### ギギ科
- ギギ【固】
- ネコギギ【固】
- アリアケギバチ【固】
- ギバチ【固】

##### アカザ科
- アカザ

##### ナマズ科
- ナマズ属
  - ナマズ（ニホンナマズ）
  - イワトコナマズ【琵】
  - ビワコオオナマズ【琵】
  - タニガワナマズ【固】

##### アメリカナマズ科
- ヒレナマズ【外】
- アメリカナマズ（チャネルキャットフィッシュ）【外】

### サケ目

#### サケ科
- タイヘイヨウサケ属(サケ属、オンコリンクス属)
  - シロサケ
  - ギンザケ
  - カラフトマス
  - ベニザケ
    - ヒメマス【変】

  - クニマス
    - クチグロマス【絶】

  - ニジマス（レインボートラウト）【外】
    - スチールヘッド（テツ）【変】

  - サクラマス
    - サクラマス【亜】
      - ヤマメ【変】

    - サツキマス【亜】
      - アマゴ【変】
      - イワメ【変】

  - ビワマス【亜】
  - マスノスケ（キングサーモン）
- イトウ属
  - イトウ
- イワナ属（サルベリヌス属）
  - イワナ
    - ニッコウイワナ【亜】
    - ヤマトイワナ【亜】
      - キリクチ【変】

    - アメマス【亜】
      - エゾイワナ【変】

    - ゴギ【亜】

  - オショロコマ
    - オショロコマ【亜】
      - 降海型オショロコマ【変】

    - ミヤベイワナ【亜】

  - カワマス【外】（ブルックトラウト）
  - レイクトラウト【外】
- シロマス属(コレゴヌス属、ワカソ属)
  - マレーナ（シナノユキマス）【外】
  - ペレッド（シナノユキマス）【外】
- タイセイヨウサケ属(サルモ属)
  - ブラウントラウト（チャマス）【外】

### キュウリウオ目

#### キュウリウオ科
- キュウリウオ属
  - ワカサギ
  - チシマワカサギ
  - イシカリワカサギ
  - チカ
  - シシャモ【北】
  - キュウリウオ【北】

#### アユ科
- アユ属
  - アユ
    - アユ【亜】
    - コアユ【亜】【琵】
    - リュウキュウアユ【亜】【奄美・沖縄で一部絶滅】

#### シラウオ科
- シラウオ属
  - シラウオ
  - イシカワシラウオ
  - アリアケシラウオ
  - アリアケヒメシラウオ

### ハゼ目

##### ツバサハゼ科
- ツバサハゼ属
  - ツバサハゼ

#### ドンコ科
ドンコ属
- ドンコ
- イシドンコ
- 「山陰・琵琶・伊勢」産ドンコ（仮）
- 「東瀬戸」産ドンコ（仮）
- 「西瀬戸」産ドンコ（仮）
- 「西九州」産ドンコ（仮）
- ヨコシマドンコ【外】

#### カワアナゴ科Eleotridae
- カワアナゴ属 Eleotris
  - カワアナゴ Eleotris oxycephala
  - チチブモドキ Eleotris acanthopoma
  - テンジクカワアナゴ Eleotris fusca
  - オカメハゼ Eleotris melanosoma
- タナゴモドキ属
  - タナゴモドキ
- タメトモハゼ属
  - タメトモハゼ
  - ゴシキタメトモハゼ

#### ノコギリハゼ亜科
ノコギリハゼ属
- ヤエヤマノコギリハゼ

ジャノメハゼ属
- ジャノメハゼ

ホシマダラハゼ属
- ホシマダラハゼ

#### オクスデルケス科

##### オキスデルシス亜科
トビハゼ属
- トビハゼ
  - トビハゼ
  - ミナミトビハゼ
- タネハゼ
- ハスジマハゼ

イレズミハゼ属
- イレズミハゼ【沖】
- ツムギハゼ【沖】
- フタゴハゼ【沖】

インコハゼ属
- インコハゼ

##### ワラスボ亜科
- チワラスボ属 en:Taenioides
  - チワラスボ en:Taenioides cirratus
  - ヒゲワラスボ
- ワラスボ属 en:Odontamblyopus
  - ワラスボ

##### ゴビオネルス亜科
- マハゼ属
  - マハゼ
  - ハゼクチ
  - アシシロハゼ
  - ミナミアシシロハゼ【沖】
- ヌエハゼ属
  - ヌエハゼ
- キヌバリ属
  - ダイミョウハゼ
- ヒナハゼ属
  - ヒナハゼ
  - タスキヒナハゼ
- ゴマハゼ属
  - ゴマハゼ
  - ミツボシゴマハゼ
  - マングローブゴマハゼ
- アベハゼ属
  - アベハゼ
  - イズミハゼ
  - ナミハゼ
  - タヌキハゼ
  - ムジナハゼ
  - ホホグロハゼ
- ノボリハゼ属
  - ノボリハゼ
  - クチサケハゼ
- ヨシノボリ属
  - ゴクラクハゼ
  - カワヨシノボリ
  - トウカイヨシノボリ【固】
  - シマヨシノボリ
  - ルリヨシノボリ
  - クロヨシノボリ
  - キバラヨシノボリ【沖】
  - パイヌキバラヨシノボリ【沖】
    - イリオモテパイヌキバラヨシノボリ【沖】【亜】
    - イシガキパイヌキバラヨシノボリ【沖】【亜】

  - ヤイマヒラヨシノボリ【沖】
  - ケンムンヒラヨシノボリ【沖】
  - オオヨシノボリ
  - オガサワラヨシノボリ【小】
  - アヤヨシノボリ【沖】
  - アオバラヨシノボリ【沖】
  - トウヨシノボリ
    - 大型種
      - カズサヨシノボリ【変】【固】
      - オウミヨシノボリ【変】【固】

    - 小型種

  - クロダハゼ【固】
  - シマヒレヨシノボリ
  - ビワヨシノボリ【琵】
- チチブ属
  - チチブ
  - ヌマチチブ
  - ナガノゴリ
  - シモフリシマハゼ
  - アカオビシマハゼ
- ウキゴリ属
  - ウキゴリ
  - スミウキゴリ
  - シマウキゴリ
  - イサザ
  - エドハゼ
  - ジュズカケハゼ
  - ムサシノジュズカケハゼ
  - コシノハゼ
  - ホクリクジュズカケハゼ
  - シンジコハゼ
  - ビリンゴ
  - キセルハゼ
  - クボハゼ
  - チクゼンハゼ
- ミミズハゼ属
  - ミミズハゼ
  - イドミミズハゼ
  - オオミミズハゼ
  - ドウクツミミズハゼ
  - ユウスイミミズハゼ
  - ミナミヒメミミズハゼ
  - ナガレミミズハゼ
  - イチモンジミミズハゼ
- シロウオ属
  - シロウオ
- ヒモハゼ属
  - ホンドヒモハゼ
  - イリオモテヒモハゼ
- ハスジマハゼ属
  - ハスジマハゼ
- ハゴロモハゼ属（イトヒキハゼ属）
  - ハゴロモハゼ
  - オイランハゼ
- サルハゼ属
  - マツゲハゼ
  - カマヒレマツゲハゼ
  - ナガセハゼ
  - ミナミサルハゼ
- スナゴハゼ属
  - スナゴハゼ
  - マサゴハゼ
  - コクチスナゴハゼ

##### ボウズハゼ亜科
- ボウズハゼ属
  - ボウズハゼ
  - ルリボウズハゼ
- ナンヨウボウズハゼ属
  - ナンヨウボウズハゼ
  - コンテリボウズハゼ
- ヨロイボウズハゼ属 
  - ヨロイボウズハゼ
  - ハヤセボウズハゼ
  - アカボウズハゼ
  - カエルハゼ
- ミナミハゼ属
  - ミナミハゼ
  - クロミナミハゼ

#### ハゼ科

##### ハゼ亜科
ウロハゼ属
- ウロハゼ
- イワハゼ
- コンジキハゼ
- スダレウロハゼ

ヒトミハゼ属
- ヒトミハゼ【沖】

クモハゼ属
- クモハゼ
- スジクモハゼ
- クロホシヤハズハゼ

ヒメハゼ属
- ヒメハゼ

キララハゼ属（スジハゼ属）
- スジハゼ
- セイタカスジハゼ【沖】
- カスミハゼ【沖】
- ニセツムギハゼ【沖】
- ホクロハゼ

フタスジノボリハゼ属
- フタスジノボリハゼ

クロコハゼ属
- クロコハゼ

ツムギハゼ属
- ツムギハゼ

ウチワハゼ属 
- ウチワハゼ

トサカハゼ属
- トサカハゼ
- ヒメトサカハゼ
- クロトサカハゼ

サラサハゼ属
- ホホベニサラサハゼ

##### オオメワラスボ亜科
- サツキハゼ
- ミヤラビハゼ
- マイコハゼ

##### スナハゼ亜科
- スナハゼ属
  - スナハゼ

### ヨウジウオ目

#### ヨウジウオ科
- オオウミウマ

### タウナギ目

#### タウナギ科
- タウナギ属
  - タウナギ 【外】
  - リュウキュウタウナギ【固】

### キノボリウオ目

##### トウギョ科（オスフロネムス科）

###### ゴクラクギョ亜科
- ゴクラクギョ属
  - チョウセンブナ
  - タイワンキンギョ

#### タイワンドジョウ科
- タイワンドジョウ属
  - タイワンドジョウ
  - カムルチー
  - コウタイ

### アジ目

#### カレイ科

##### カレイ亜科
- ヌマガレイ属
  - ヌマガレイ
- イシガレイ属
  - イシガレイ

#### テッポウウオ科
- テッポウウオ属
  - テッポウウオ

### トウゴロウイワシ目

#### アテリノプス科

##### アテリノプシス亜科
- オドンテステス属
  - ペヘレイ（ラプラタトウゴロウ）

### ダツ目

#### サヨリ科
- クルメサヨリ
- コモチサヨリ

#### メダカ科
- メダカ属
  - ミナミメダカ【固】
  - キタノメダカ【固】

### カダヤシ目

#### カダヤシ科

##### カダヤシ亜科
- カダヤシ属
  - カダヤシ【外】
- ソードテール属
  - グリーンソードテール【外】
  - サザンプラティフィッシュ【外】
- グッピー属
  - コクチモーリー【外】
  - グッピー【外】
  - スリコギモーリー【外】
  - Poecilia latipinna【外】

### ボラ目

#### タカサゴイシモチ科
- タカサゴイシモチ科 Ambassidae
  - タカサゴイシモチ属 Ambassis
    - タカサゴイシモチ Ambassis urotaenia Bleeker, 1852 (Banded-tail glassy perchlet)

#### ボラ科
ボラ属
- ボラ
- メナダ
- コボラ
- ナガレフウライボラ【沖】
- オニボラ【沖】
- カワボラ【沖】
- ヒルギメナダ
- アンピンボラ

### ギンポ目

#### スズメダイ科

##### ソラスズメダイ亜科
ソラスズメダイ属
- スミゾメスズメダイ
- リボンスズメダイ

### ペルカ目

#### Cottoidei

##### カジカ科
- カジカ
- ウツセミカジカ
- ハナカジカ
- エゾハナカジカ
- カンキョウカジカ
- アユカケ
- ヤマノカミ

#### Scorpaenoidei

##### コチ科
- マゴチ
- イネゴチ

#### Gasterosteoidei

##### トゲウオ科
- イトヨ属
  - ニホンイトヨ
  - 太平洋系陸封型イトヨ
  - 太平洋系降海型イトヨ
  - ハリヨ
- トミヨ属
  - トミヨ
  - エゾトミヨ【北】
  - イバラトミヨ
  - ムサシトミヨ
  - ミナミトミヨ【絶】

### サンフィッシュ目

#### シマイサキ亜目

##### ユゴイ科
- ユゴイ属
  - ユゴイ
  - オオクチユゴイ
  - トゲナガユゴイ

##### シマイサキ科
- シマイサキ属
  - シマイサキ
  - コトヒキ
  - ヒメコトヒキ
  - ヨコシマイサキ
  - ニセシマイサキ
  - シミズシマイサキ

#### サンフィッシュ亜目

##### サンフィッシュ科

###### ブルーギル亜科
- オオクチバス属（ブラックバス）
  - オオクチバス【外】
  - コクチバス【外】
  - フロリダバス【外】
- ブルーギル属
  - ブルーギル【外】

##### ケツギョ科
- オヤニラミ属
  - オヤニラミ
  - コウライオヤニラミ
  - ナンエツオヤニラミ

#### ゴンベ亜目

##### アカメ科
- アカメ属
  - アカメ

### ベラ目

#### ティラピア科 （カワスズメ科）
- ティラピア属
  - ジルティラピア【外】
- オレオクロミス属
  - ナイルティラピア（イズミダイ、チカダイ）【外】
  - モザンビークティラピア（カワスズメ）【外】
- アルコケントルス属
  - コンビクトシクリッド【外】
- アストロノータス属
  - オスカー【外】

### ホタルジャコ目

#### スズキ科
- スズキ属
  - スズキ
  - タイリクスズキ[5]【外】

### ニザダイ目

#### モロネ科
- モロネ属
  - ストライプトバス（シマスズキ）【外】
  - ホワイトバス【外】

#### ヒメツバメウオ科
- ヒメツバメウオ属
  - ヒメツバメウオ

#### タイ科

##### ヘダイ亜科
- クロダイ属
  - クロダイ（チヌ）
  - キチヌ
  - ナンヨウチヌ
  - ミナミクロダイ

### フグ目

#### フグ科

##### フグ亜科
- トラフグ属
  - クサフグ
- オキナワフグ属
  - オキナワフグ